# Naja crawshayi
Espèce
Synonymes
- Naja nigricollis var. crawshayi Günther, 1893

Naja crawshayi est une espèce de serpents de la famille des Elapidae. 

## Répartition
Cette espèce se rencontre :
- en République démocratique du Congo ;
- en République du Congo ;
- dans le nord du Malawi ;
- en Tanzanie.

## Description
C'est un serpent venimeux et ovipare.

## Étymologie
Cette espèce est nommée en l'honneur du capitaine Richard Crawshay (1862-1958).

## Publication originale
- Günther, 1894 "1893" : Second report on the reptiles, batrachians, and fishes transmitted by Mr. H. H. Johnston, C.B., from British Central Africa. Proceedings of the Zoological Society of London, vol. 1893, p. 616-628 (texte intégral).